# Rolf-Dieter Müller
Rolf-Dieter Müller (Brunswick, 9 de diciembre de 1948) estudió historia, ciencias políticas y pedagogía en Brunswick y Maguncia. Desde 1999 es Director del Instituto de Investigaciones Científicas de Historia Militar (MGFA) del Bundeswehr en Potsdam.

## Biografía
Desde 1971 es miembro del MGFA (Instituto de Investigaciones de Historia Militar de Potsdam), responsable del grupo de trabajo del volumen final de la serie de manuales académicos "Das Deutsche Reich und der Zweite Weltkrieg" (El Reich alemán y la Segunda Guerra Mundial).
En 1981 obtiene el doctorado en la Universidad de Maguncia con la tesis Das Tor zur Weltmacht. Die Bedeutung der Sowjetunion für die deutsche Wirtschafts- und Rüstungspolitik zwischen den Weltkriegen (La salida al poder mundial. La importancia de la Unión Soviética para la economía alemana y la política de defensa entre las dos guerras mundiales).
En 1990 Rolf-Dieter Müller y Rudibert Kunz, en su obra «Giftgas gegen Abd el Krim. Deutschland, Spanien und der Gaskrieg in Spanisch-Marokko 1922-1927» («Gas venenoso contra Abd-el-Krim. Alemania, España y la guerra del gas en el Marruecos español 1922-1927») sacó a la luz los bombardeos con armas químicas realizados por el ejército español en la zona del Rif. Más tarde María Rosa de Madariaga ha tratado este tema sobre la base de investigaciones realizadas en los archivos militares españoles, siendo ya un hecho históricamente probado que España utilizó gases tóxicos, particularmente la iperita, el fosgeno y la cloropicrina, contra la resistencia rifeña encabezada por Mohammed ben Abd-el-Krim. Muchos rifeños, cuyo número es difícil determinar, fueron gravemente heridos o murieron, incluidos mujeres y niños, a causa de los bombardeos con gases tóxicos. Esquerra Republicana de Cataluña (ERC) en el año 2005 llevó al Congreso de los Diputados español una Proposición no de Ley de reconocimiento de responsabilidades del Estado español y reparación de daños. El Grupo Parlamentario Entesa Catalana de Progrés (GPECP) también reaccionó introduciendo una Enmienda en el Senado español a favor de quienes han padecido persecución o violencia.
En 1999 presenta una tesis posdoctoral en la Universidad de Munster sobre el tema Albert Speer und die deutsche Rüstungspolitik im totalen Krieg (Albert Speer, la política de defensa alemana en la guerra total).
En 2001 se incorpora como profesor honorario a la Universidad Humboldt de Berlín.
Desde 2004 dirige los trabajos sobre "Das Deutsche Reich und der Zweite Weltkrieg" (El Reich alemán y la Segunda Guerra Mundial).
Breve descripción de sus proyectos actuales (2008):
- El colapso de la vida económica y el comienzo de la reconstrucción en 1945.
- Historia y trascendencia de la II Guerra Mundial.
- La importancia militar de Dresde en las fases finales de la Segunda Guerra Mundial.

## Obras
- Die Wehrmacht. Mythos und Realität. München, 1999 (Hrsg. gemeinsam mit Hans-Erich Volkmann).
- Der Manager der Kriegswirtschaft. Hans Kehrl: Ein Unternehmer in der Politik des Dritten Reiches. Essen, 1999.
- Beiträge in Das Deutsche Reich und der Zweite Weltkrieg, Bd. 4, 5/1, 5/2.
- Der Bombenkrieg 1939-1945. Berlín 2004 (La muerte caía del cielo, traducida al español por Marc Jiménez Buzzi, Barcelona, 2008).
- Der Zweite Weltkrieg 1939-1945. Stuttgart, 2004.
- Der letzte deutsche Krieg 1939-1945. Stuttgart, 2005.
- An der Seite der Wehrmacht. Hitlers ausländische Helfer beim "Kreuzzug gegen den Bolschewismus" 1941-1945. Berlín, 2007.